# 오카와치정
오카와치정(大河内町)은 효고현 중서부에 존재했던 간자키군의 정이다.
2005년 11월 7일에 간자키정과 합병해 가미카와정이 되었기 때문에 소멸하였다.

## 지리
하리마 지방 북부에 위치하고 이치카와의 중류 지역을 차지하는 산간 마을이다.

## 역사
- 1955년 3월 31일 - 데라마에촌, 하세촌이 합병해 오카와치정이 성립하였다.
- 2005년 11월 7일 - 간자키정과 합병해 가미카와정이 성립하였다. 동일 오카와치정은 폐지되었다.

## 교통

### 철도
- 서일본 여객철도 반탄 선 (중심역:데라마에역)